# Бушной, Евгений Моисеевич
Евге́ний Моисе́евич Бушной (1910, Горловка, Екатеринославская губерния, Российская империя — ?, Горловка, Донецкая область, Украина) — советский футболист, вратарь.

## Биография
Родился 1910 году в Горловке. В 1928 году выступал за горловский «Металлист» и вместе с командой стал серебряным призёром чемпионата Украинской ССР, уступив лишь харьковскому «Динамо». Бушной, по известным данным, провёл 1 матч в турнире.
В сезоне 1938 выступал за тбилисский «Локомотив» в группе «А» чемпионата СССР. «Локомотив» по итогам турнира занял 24 место из 26 команд. Евгений Бушной сыграл в 7 матчах, в которых пропустил 16 голов. В следующем сезоне 1939 перешёл в «Стахановец» из Сталино, который также выступал в группе «А» чемпионата СССР. В этом сезоне Бушной провёл 7 игр и пропустил 13 мячей, а его команда заняла 12 место из 14. В Кубке он провёл 2 матча и пропустил 3 гола.
Участник Великой Отечественной войны. 29 августа 1941 года был призван в ряды Красной армии. Служил в 704 стрелковом полку 398 стрелковой дивизии помощником командира взвода. Ходил в разведку в село Маяки в гражданской одежде, где раздобыл ценные сведения. 7 ноября 1941 года участвовал в атаке на усиленную заставу противника и забросал его гранатами. В бою на хуторе Фёдоровский атаковал две огневые точки и убил двух противников из них одного офицера. Уничтожил около 14 человек из вооружённых сил нацистской Германии. Его звание — старший сержант. Награждён орденом Красной Звезды и орденом Славы 3-й степени.
После окончания войны вернулся в команду «Стахановец». В первом послевоенном сезоне 1945 он провёл 1 матч, в котором пропустил 2 мяча во Второй группе чемпионата СССР и занял 5 место из 18 команд.
Он умер в родной Горловке, дата его смерти не известна. 29 апреля 2013 года в донецком центральном парке культуры и отдыха имени А. С. Щербакова состоялось открытие берёзовой Аллеи памяти, посвящённой 32 футболистам «Стахановца» — участникам Великой Отечественной войны. На этом памятнике увековечено и имя Евгения Бушного.

## Награды
- Орден Красной Звезды
- Орден Славы 3-й степени

## Достижения
- Серебряный призёр чемпионата Украинской ССР (1): 1928